# Philodromus renarius
Philodromus renarius är en spindelart som beskrevs av Wu och Song 1987. Philodromus renarius ingår i släktet Philodromus och familjen snabblöparspindlar. Inga underarter finns listade i Catalogue of Life.